# Strengeriana antioquensis
Strengeriana antioquensis is een krabbensoort uit de familie van de Pseudothelphusidae. De wetenschappelijke naam van de soort is voor het eerst geldig gepubliceerd in 1987 door von Prahl.